# Don’t Stop the Party
«Don’t Stop the Party» (с англ. — «Не останавливай вечеринку») — песня американской хип-хоп группы Black Eyed Peas. Она была написана участниками will.i.am, apl.de.ap, Taboo и Ферги, а также Джошуа Альваресом и DJ Ammo и была спродюсирована will.i.am. и DJ Ammo для шестого студийного альбома группы The Beginning (2010). Песня, описанная как «горячий клубный джем», включает в себя рэп will.i.am на густом карибском наречии.

Песня получила неоднозначные отзывы от музыкальных критиков, некоторые из них критиковали использование игры слов will.i.am. и характеризовали её как «больше похожей на танцевальную песню». Тем не менее, другие считали, что песня была «волнующим и вихревым треком». Песня стала успешной в Бразилии, Австралии, Франции и Греции. Тем не менее, песня стала самым низкопоставленным синглом группы на сегодняшний день в США, достигнув 86-го места. Эта песня также была последним, когда они попали в чарт Billboard Hot 100 до сотрудничества с Джеем Бальвином, «Ritmo (Bad Boys for Life)» в конце 2019 года, который дебютировал на 100-м месте, а затем достиг 26-го места. 

## Композиция
Это один из трех треков на альбоме The Beginning, спродюсированный DJ Ammo, два других — главный сингл «The Time (Dirty Bit)» и «Do It Like This». Третий сингл с альбома The Beginning был анонсирован на официальном сайте Black Eyed Peas 9 мая 2011 года. Описанный как «жужжащий, горячий клубный джем», он включает в себя свистящие синтезаторы и слэп-фанковые басовые грувы. Это самый длинный трек на альбоме, около шести минут. Участник Black Eyed Peas will.i.am рассказал журналу Spin, что он настолько гордится песней, что даже сыграл бы её для Jay-Z. «Я бы пошел в студию Джея и сыграл бы это, типа «Бум! Зацени!», — сказал Уилл. «А потом я грязно по-карибски сыграю на нём в последнем куплете».

## Клип
Музыкальное видео, снятое Беном Мором, включает в себя сценические и закулисные съемки группы во время их тура «The E.N.D. World Tour» в Бразилии в 2010 году и было выпущено на iTunes и YouTube/VEVO 10 мая 2011 года. Помимо живых съёмок тура, в видео также представлены панорамные съемки бразильских пейзажей и городской жизни. Заключительная часть видео документирует визит в бразильский магазин пластинок, во время которого крупным планом показаны пластинки Хосе Роберто Бертрами, Afrika Bambaataa & the Soulsonic Force, Карлоса Малкольма и Ди Мело.

## Живые выступления
Black Eyed Peas исполнили «Don’t Stop the Party» вживую на шоу Пола О’Грейди 13 мая 2011 года. Это было частью их сета на Radio 1’s Big Weekend 2011. 17 мая 2011 года группа также исполнила песню на французском выпуске X Factor. 24 мая группа была на 12-м сезоне Dancing with the Stars, чтобы исполнить трек. В июне 2011 года группа сделала мэшап песни с «Alors on danse» Stromae на французском телешоу Taratata. Песня включена в официальный сет-лист промо-тура The Beginning Massive Stadium Tour.

## Список композиций
Digital download
1. «Don’t Stop the Party» – 6:07

German CD single
1. «Don’t Stop the Party» (radio edit) – 4:00
2. «The Situation» (album version) – 3:47

## Хит-парады

### Недельные хит-парады
| Хит-парад (2011)                     | Высшая позиция |
| ------------------------------------ | -------------- |
| Австралия (ARIA)                     | 16             |
| Австрия (Ö3 Austria Top 40)          | 5              |
| Бельгия/Фландрия (Ultratop 50)       | 6              |
| Belgium Dance (Ultratop Flanders)    | 3              |
| Бельгия/Валлония (Ultratop 50)       | 3              |
| Belgium Dance (Ultratop Wallonia)    | 1              |
| Канада (Billboard Canadian Hot 100)  | 18             |
| Чехия (Rádio — Top 100)              | 12             |
| Франция (SNEP)                       | 3              |
| Германия (GfK)                       | 27             |
| Венгрия (Dance Top 40)               | 15             |
| Венгрия (Rádiós Top 40)              | 7              |
| Ирландия (IRMA)                      | 10             |
| Италия (Musica e dischi)             | 44             |
| Luxembourg Digital Songs (Billboard) | 9              |
| Mexico Anglo (Monitor Latino)        | 19             |
| Нидерланды (Single Top 100)          | 75             |
| Новая Зеландия (Recorded Music NZ)   | 9              |
| Польша (Dance Top 50)                | 9              |
| Польша (Polish Airplay New)          | 5              |
| Румыния (Romanian Top 100)           | 96             |
| Шотландия (OCC Scotland)             | 10             |
| Словакия (Rádio — Top 100)           | 19             |
| Швейцария (Schweizer Hitparade)      | 25             |
| Великобритания (OCC UK Singles)      | 17             |
| Великобритания (OCC UK Dance)        | 6              |
| США (Billboard Hot 100)              | 86             |
| США (Billboard Latin Pop Airplay)    | 25             |
| США (Billboard Pop Airplay)          | 23             |

### Годовые хит-парады
| Хит-парад (2011)               | Позиция |
| ------------------------------ | ------- |
| Австрия (Ö3 Austria Top 40)    | 69      |
| Бельгия (Ultratop 50 Flanders) | 53      |
| Бельгия (Ultratop 50 Wallonia) | 18      |
| Бразилия (Crowley)             | 82      |
| Франция (SNEP)                 | 19      |
| Венгрия (Dance Top 40)         | 41      |
| Венгрия (Rádiós Top 40)        | 41      |
| Польша (Dance Top 50)          | 30      |
| UK Singles (OCC)               | 130     |

## Сертификация
| Регион | Сертификация  | Продажи |
| --- | ------------- | ------- |
| Австралия (ARIA) | Платиновый    | 70 000^ |
| Бельгия (BEA) | Золотой       | 15 000* |
| Бразилия (ABPD) | Бриллиантовый | 250 000 |
| Италия (FIMI) | Золотой       | 15 000* |
| Новая Зеландия (RMNZ) | Золотой       | 7500*   |
| Швейцария (IFPI Switzerland) | Золотой       | 15 000^ |
| Великобритания (BPI) | Серебряный    | 200 000 |
| * Данные о продажах приведены только на основе сертификации. · ^ Данные о тиражах приведены только на основе сертификации. · Данные о продажах + прослушиваниях приведены только на основе сертификации. |               |         |

## Даты выхода
| Страна    | Дата         | Формат                 | Лейбл      | Ref.   |
| --------- | ------------ | ---------------------- | ---------- | ------ |
| Австралия | 9 мая 2011   | Contemporary hit radio | Universal  | [ 45 ] |
| Италия    | 3 июня 2011  | Radio airplay          | Universal  | [ 46 ] |
| Германия  | 24 июня 2011 | CD                     | Universal  | [ 1 ]  |
| США       | 28 июня 2011 | Contemporary hit radio | Interscope | [ 47 ] |